# Team West-Tec
Team West-Tec – brytyjski zespół wyścigowy, założony w 2006 roku przez Gavina Willsa oraz Johna Millera. Zespół startuje obecnie European F3 Open, Brytyjskiej Formule 3 oraz Europejskiej Formule 3. Siedziba zespołu znajduje się w Corby w hrabstwie Northamptonshire.
W sezonie 2014 ekipa dołączyła do stawki Europejskiej Formuły 3 z silnikami Mercedesa.

## Starty

### Europejska Formuła 3
| Rok  | Bolid            | Kierowcy         | Wyścigi | Wygrane | PP | NO | Pkt | M.K. | M.Z. |
| ---- | ---------------- | ---------------- | ------- | ------- | -- | -- | --- | ---- | ---- |
| 2014 | Dallara-Mercedes | Félix Serrallés  | 33      | 0       | 0  | 0  | 82  | 12   | 6    |
| 2014 | Dallara-Mercedes | Hector Hurst     | 24      | 0       | 0  | 0  | 3   | 24   | 6    |
| 2014 | Dallara-Mercedes | Chang Wing Chung | 9       | 0       | 0  | 0  | 0   | 31   | 6    |